# Der Schwur des Kärnan
Der Schwur des Kärnan (pol. przysięga Kärnan, krócej: Kärnan) – stalowa kolejka górska firmy Gerstlauer w parku rozrywki Hansa Park w Niemczech. Przy wysokości 73 m jest czwartą najwyższą kolejką górską w Europie ex aequo z kolejką Silver Star w parku Europa-Park i zalicza się do kategorii hyper coaster.

## Historia budowy
Plany budowy nowej kolejki pojawiły się już w 2010 roku, natomiast oficjalnie Hansa Park ogłosił zamiar wybudowania nowego roller coastera na sezon 2015 w listopadzie 2013 roku. Na wykonawcę kolejki górskiej wybrana została firma Gerstlauer, która zaprojektowała i zbudowała już dla parku dwie inne kolejki: Fluch von Novgorod i Die Schlange von Midgard.
W kwietniu rozpoczął się montaż pierwszych stalowych elementów konstrukcji, natomiast 24 maja 2015 na swoje miejsce trafił ostatni fragment toru kolejki.
Kolejka została udostępniona gościom parku 1 lipca 2015 roku.
W 2016 roku trwały prace nad ukończeniem rozległej tematyzacji kolejki.

## Opis przejazdu
Po opuszczeniu stacji pociąg pokonuje pionowy wyciąg łańcuchowy, z którego zjeżdża tyłem o 30 m, po czym zostaje ponownie wciągnięty na jego szczyt (jest to jedyna kolejka górska o swobodnym spadku w czasie wjazdu na pierwsze wzniesienie). Następnie zjeżdża z głównego wzniesienia o 67 metrów wykonując beczkę, pokonuje element podobny do inwersji roll-over, ale bez odwracania pasażerów, potrójny slalom, łuk w prawo i jeszcze jeden slalom, po czym skręca w prawo o 180°, pokonuje niskie wzniesienie, skręca w lewo, wykonuje ostatni slalom, zostaje wyhamowany i wraca na stację. 

## Tematyzacja
Motywem przewodnim kolejki jest stworzona na potrzeby kolejki opowieść o duńskim królu zamordowanym podczas polowania. Jego syn, Erik, przysięga zemstę. Głównym elementem tematyzacji jest replika średniowiecznej wieży Kärnan w Helsingborgu w Szwecji, wewnątrz której znajduje się główne wzniesienie kolejki.

## Miejsce w rankingach
Kolejka górska Der Schwur des Kärnan zajęła 2. miejsce w rankingu European Star Award dziesięciu najlepszych nowych kolejek górskich w Europie wybudowanych w 2015 roku.